# Wenn meine Seel in Euch, mein Licht, wie kann ich leben?

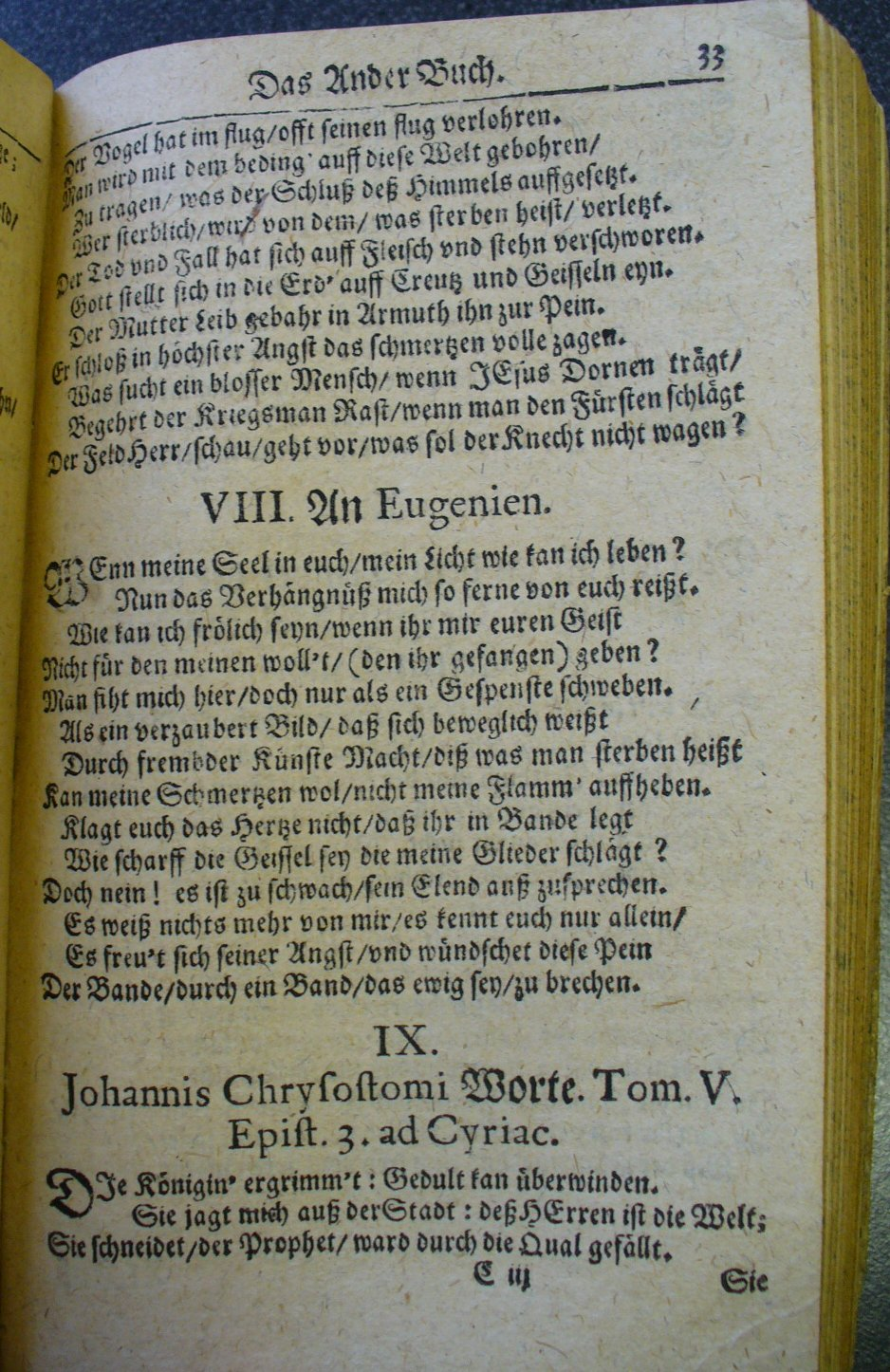
Druck in der Auflage von 1657

Wenn meine Seel in Euch, mein Licht, wie kann ich leben? ist ein Sonett von Andreas Gryphius. Gryphius hat es erstmals 1650 in Frankfurt am Main in seiner Sonettsammlung „Das Ander Buch“ publiziert, das achte von 50 Sonetten. Es trägt dort die Überschrift „An Eugenien“ und gehört damit zu den Eugenien-Gedichten.

## Entstehung und Überlieferung
Hinter „Eugenie“ – einem fiktiven, „poetischen“ Namen – verbirgt sich nach den meisten Forschern Elisabeth Schönborner, die Tochter von Gryphius’ Förderer Georg Schönborner (1579–1637) auf dessen Gut in der Nähe des niederschlesischen Freystadt. Gryphius erzog dort von 1636 bis 1638 Schönborners Söhne, bevor er zum Studium an die Universität Leiden ging. Die beiden ersten Eugenien-Sonette, „Schön ist ein schöner Leib, den aller Lippen preisen“ und „Was wundert Ihr Euch noch, Ihr Rose der Jungfrauen“, 1637 gedruckt, stammen aus dieser Zeit nahen Beieinanders mit Elisabeth. „Wenn meine Seel in Euch, mein Licht, wie kann ich leben?“ dagegen, das vierte und letzte Eugenien-Sonett, das Gryphius selbst publiziert hat, dreizehn Jahre nach den beiden ersten, entstand fern von Elisabeth und seiner schlesischen Heimat, in Leiden oder auf seiner sich 1644 anschließenden großen Bildungs- und Studienreise.
„Wenn meine Seel in Euch, mein Licht, wie kann ich leben?“ wurde zu Gryphius’ Lebzeiten 1657 und 1663 nachgedruckt. Die Fassung von 1650 hat Marian Szyrocki 1963 in Band 1 einer von ihm und Hugh Powell verantworteten Gesamtausgabe der deutschsprachigen Werke neu gedruckt, die 1663er Ausgabe letzter Hand unter anderen Thomas Borgstedt 2012. Aus Borgstedts Ausgabe stammt der folgenden Text.

## Text
000000000000000An Eugenien.

Wenn meine Seel in euch / mein Licht wie kan ich leben?

000Nun das Verhängnüß mich so ferne von euch reißt.

000Wie kan ich frölich seyn / wenn ihr mir euren Geist

Nicht für den Meinen woll’t / (den ihr gefangen) geben?

Man siht mich hir / doch nur als ein Gespenste schweben.

000Als ein verzaubert Bild / das sich beweglich weißt

000Durch frembder Künste Macht / diß was man Sterben heißt

Kan meine Schmertzen wol / nicht meine Flamm’ auffheben.

000Klagt euch das Hertze nicht / das ihr in Bande legt

000WIe scharff die Geissel sey die meine Glider schlägt?

Doch nein! es ist zu schwach / sein Elend auszusprechen.

000Es weiß nichts mehr von mir / es kennt euch nur allein /

000Es freu’t sich seiner Angst / und wündschet dise Pein

Der Bande / durch ein Band / das ewig sey / zu brechen.

## Interpretation
Deutungen des Gedichts haben vor allem Dieter Arendt, Tomas Borgstedt und Andreas Solbach gegeben. Arendt betont die biographischen Momente im Gedicht, Borgstedt und Solbach stehen dem kritisch gegenüber.
Das Gedicht ist wie Gryphius’ meiste Sonette in Alexandrinern verfasst. Das Reimschema lautet „abba abba“ für die Quartette und „ccd eed“ für die Terzette. Die Verse mit den „a“- und „d“-Reimen sind dreizehnsilbig, die Reime weiblich, die Verse mit den „b“-, „c“- und „e“-Reimen sind zwölfsilbig, daher hier entsprechend der Ausgabe von Borgstedt eingerückt, die Reime männlich.
Das erste Quartett beklagt die Ferne und den Schmerz der Trennung. Der dadurch verursachte Verlust der eigenen Seele, die bei der Geliebten weilt, ist eine häufige Vorstellung in der Liebesdichtung neulateinischer Abkunft. Für Arendt ist das zweite Quartett, in dem das lyrische Ich nur noch als „ein Gespenste“ schwebt, Hinweis auf eine lebensbedrohliche Krankheit des Dichters, von der auch andere Gedichte sprechen. Borgstedt hält diese Lesart für unzutreffend. Arendt übersehe das zugrundeliegende Motiv des „todbringenden“ Seelenverlustes in der Liebe, das nichts mit einer realen Krankheitserfahrung zu tun habe. Die folgenden Verse 6 und 7 verdichten die petrarkistischen Elemente. Der Liebende ist „ein verzaubert Bild […] / Durch frembder Künste Macht“. Selbst der Tod kann zwar seine Schmerzen stillen, nicht aber die „Flamm’“ seiner Liebe löschen. Das erste Terzett formuliert einen Unsagbarkeitstopos. Das Herz vermag nicht mehr zu klagen: „es ist zu schwach / sein Elend auszusprechen“ (Vers 11).
Das letzte Terzett mündet in den Wunsch nach einem „Band / das ewig sey“ (Vers 14). Es bringt nach Arendt eine paradoxe Pointe: „Das kranke Herz, das sich loslöst vom hiesigen Ich, freut sich seiner Todes-Angst, denn mit dem Tode lösen sich die Bande der Welt- und Liebes-Pein und damit knüpft sich erst das überirdische ewige Band.“ Borgstedt und Solbach interpretieren näher am Text. Die Pointe bildet nach Borgstedt ein „wohlbekanntes, zugleich aber ambivalentes Concetto: die petrarkistischen Liebesbande werden hier scharfsinnig einerseits in die Bande der Ehe überführt, andererseits ist dieses ‚ewige Band‘ aber gleichermaßen auf den christlichen Gottesglauben zu beziehen.“ Ähnlich Solbach: Sollte mit dem ewigen Band „eine konkrete und reale Eheschließung gemeint sein, wäre dies ein klarer Bruch mit der petrarkistischen Konvention; aber davon ist nicht auszugehen. Gryphius spielt allenfalls mit einer solchen Idee, die aber hinter der platonisierenden Idee einer Seelengemeinschaft im Jenseits verblaßt. So sehen wir […] hier eine Rückwendung zu einem entindividualisierenden Petrarkismus, der allenfalls verdeckte und zielgerichtet verwischte Bezüge zur konkreten historischen Adressatin erkennen läßt.“